# Gravitationsastronomi

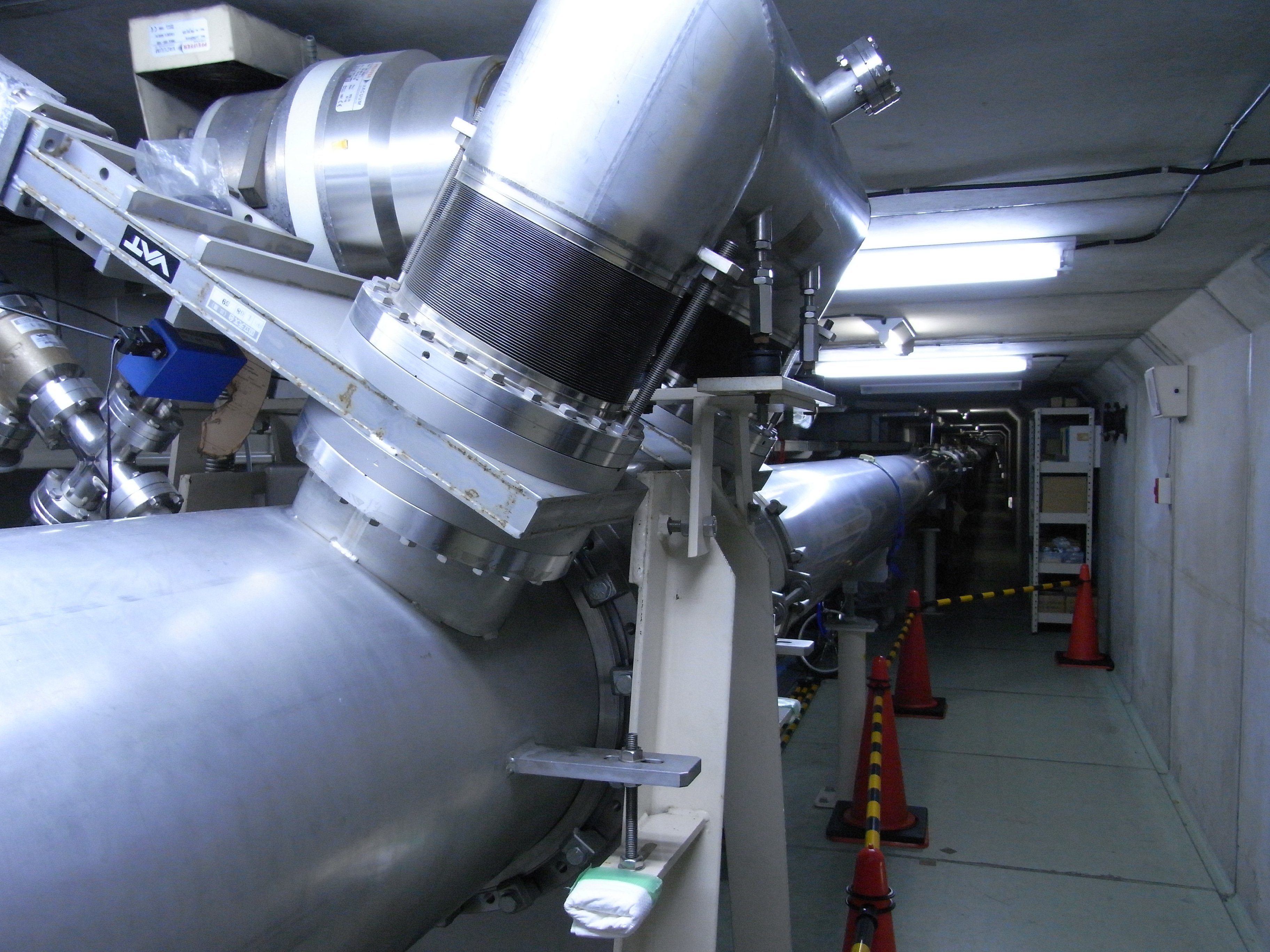
Vakuumpump och ledningstrumma för laserstrålen på TAMA300

Gravitationsastronomi är en spirande gren av observationell astronomi som syftar till att använda gravitationsvågor (störningar i rumtiden vilka förutsades av Einstein's allmänna relativitetsteori) för att samla in data om astronomiska objekt som  neutronstjärnor och svarta hål, om händelser som  supernovor och om det tidiga universum kort efter den Big Bang. Gravitationsvågor har tills nyligen endast detekterats indirekt och gravitationsastronomi framstår därför mer som en lovande möjlighet än ett faktum. Med tanke på att gravitationsstrålningens budbärarkvantum gravitonen ännu inte experimentellt iakttagits och den svårfångade kvantgravitationen likaså består av teoretiska koncept, är det lika korrekt, men omständligare, att använda uttrycket gravitationsvågsastronomi.
Likväl finns det ett antal gravitationsvågsdetektorer i drift med syftet att göra gravitationsastronomi till en realitet. Laser Interferometer Gravitational-Wave Observatory eller LIGO, ett samarbetsprojekt mellan MIT och CalTech har tagit täten inom detta nya forskningsfält tillsammans med de lika ambitiösa projekten LISA, VIRGO, GEO 600 och de japanska TAMA 300 och KAGRA. Observation av gravitationsvågor kommer att komplettera de observationer av elektromagnetisk strålning som astronomin hittills baserats på.